# Harry White (Posaunist)
Harry „Father“ Alexander White (* 1. Juni 1898 in Bethlehem, Pennsylvania; † 14. August 1962 in New York City) war ein US-amerikanischer Jazz-Posaunist, Arrangeur und Komponist.

## Leben und Wirken
Harry White spielte als Jugendlicher Schlagzeug und wechselte um 1919 zur Posaune, als er nach Washington, D.C. zog. In den Zwanziger Jahren spielte er mit Duke Ellington, Elmer Snowden und Claude Hopkins, ging mit Snowden 1925 nach New York und spielte dort in der Formation The White Brothers Orchestra. Ende der 1920er Jahre arbeitete White bei Luis Russell, 1929 arbeitete er nochmals kurz im Duke Ellington Orchestra, 1930 bei Cab Calloway, dann wurde er 1931 Mitglied der Mills Blue Rhythm Band und leitete die Band mit Edgar Hayes. Im folgenden Jahr kehrte er zu Cab Calloway zurück und arbeitete für ihn auch als Arrangeur und Komponist. Einer von Calloways Trompetern, Edwin Swayzee, hörte White den Ausdruck „jitterbug“ benutzen; daraufhin schrieb er die Komposition The Jitterbug, die Calloways Orchester 1934 aufnahm. 1935 kehrte White zu Russell zurück, später spielte er noch mit Manzie Johnson, Hot Lips Page, Edgar Hayes und Bud Freeman, gab dann aber wegen Krankheit vorübergehend den Musikerberuf auf. 1947 begann er erneut als Musiker zu arbeiten, u. a. mit Happy Cauldwell.